# Семейное образование
Семейное образование — форма получения начального, основного и среднего общего образования в Российской Федерации, предусматривающая изучение общеобразовательной программы вне школы и доступная для всех обучающихся по их желанию. Относится к альтернативным формам образования.

## История
В России, как и во всём мире, семейное образование уходит корнями во времена, когда не было школ и тем более обязательного общего образования, а дать своим детям воспитание и знания можно было только в семье. Дворяне, а позже и купцы могли позволить себе приглашать на дом преподавателей, нанимать гувернёров, в то время как у бедных крестьян не было такой возможности.
Постепенно введение всеобщего обучения (всеобуча) стало устранять практику семейного образования. В 1918 году в было принято положение о Единой трудовой школе РСФСР, которое узаконивало обязательное бесплатное и совместное обучение всех детей школьного возраста от 8–17 лет. Постановление от 25 июля 1930 года «О всеобщем обязательном начальном обучении» ввело повсеместное всеобщее обязательное начальное обучение детей в возрасте 8–10 лет. На дому могли обучаться только дети-инвалиды, которые должны были быть прикреплены к ближайшей школе, учителям которой было необходимо навещать этих детей для проведения занятий и аттестаций от имени школы.
Только в 1992 году принятие федерального закона 10.07.1992 N 3266-1 «Об образовании» вернуло семейную форму в законодательство России. В законе было разрешено родителям «дать ребенку начальное общее, основное общее, среднее (полное) общее образование в семье». В 2012 году новый федеральный закон №273 «Об образовании в РФ» подтвердил это право в ст. 17.
Видными теоретиками семейного образования можно назвать австрийского философа Ивана Иллича («Освобождение от школы») и американца Джона Гатто («Фабрика марионеток. Исповедь учителя»).

## Особенности
Из года в год популярность семейного образования в России растёт геометрически. По данным министерства образования РФ, на 2016-17 учебной год общее количество учащихся в общеобразовательных учреждениях составило 14,491 миллиона детей, из которых почти 8,5 тысячи обучались в форме семейного образования, то есть около 0,058%.  По данным Минпросвещения России, в 2018-19 учебном году число детей на семейном образовании составило более 25 тыс. человек из 16 млн школьников (0,15%), а в 2019-20 учебном году на семейном образовании был 31 201 ребенок из 16,5 млн школьников (0,21%).  Впрочем, по результатам исследования EdCrunch, на начало 2019 года в России около 100 000 детей, которые находятся на семейной форме образования. Одновременно растёт и интерес общественности и средств массовой информации.
Переход на семейное образование возможен в любой момент обучения, в том числе в середине учебного года. Перейдя на семейную форму образования, родители могут самостоятельно обучать своих детей, выбирая учебные материалы и график обучения в соответствии с индивидуальными особенностями, интересами и склонностями ребёнка так, как считают нужным. Решение о сроках сдачи и количестве промежуточных аттестаций принимается по согласованию школой и родителями.
Учащийся имеет право на прохождение промежуточных аттестаций в образовательном учреждении, а также обязательное прохождение государственной итоговой аттестации: ОГЭ в 9 классе, а также в ЕГЭ в 11 классе. Для получения допуска к ОГЭ учащиеся должны сдать промежуточную аттестацию по всем предметам, прикрепившись к образовательному учреждению. Однако не все школы дают такую возможность, и, если в уставе школы форма семейного образования не обозначена, это повод для требования родителями внесения изменений по включению в устав школы данной формы обучения согласно законодательству. При успешном прохождении итоговых аттестаций учащийся получает аттестат той школы, где он сдавал аттестацию.
Основные причины, по которым родители выбирают семейную форму, вопреки распространённому убеждению, не сводятся к проблемам со здоровьем ребёнка.
- Оптимизация: избавление от лишних затрат времени, усилий и денег, которых требует школа. Так, время отнимают дорога, дисциплинарные проблемы коллектива и организационные вопросы, деньги тратятся на дорогу, а также на школьные нужды, усилия тратятся в двойном размере на изучение темы в классе, а потом на выполнение заданий дома. Семейное образование же позволяет освободить и перенаправить все эти ресурсы на повышение эффективности учебных занятий, а также на другую деятельность, как спорт, творчество, общение.
- Неудовлетворительное качество обучения в государственной школе: плохое качество преподавания, отсутствие обратной связи с учителем, непрофессиональные действия, незаинтересованность учителей в результатах обучения, а также переполненность школы, недостаточное оснащение классов.
- Индивидуальный подход: развитие самостоятельности, ответственности, самодисциплины, возможность отследить и развить способности и склонности ребёнка.
- Комфорт: индивидуальный темп освоения знаний, удобный семье режим дня и график, автономность от школьного распорядка, возможность уезжать, путешествовать в любое время года.
- Здоровый климат: отсутствие давления со стороны учителей, сравнения с успехами других учеников, здоровый психологический климат, невозможность травли и неразрешимых конфликтов с учителями.
- Семья: желание родителей учить детей самостоятельно, удовольствие от совместных занятий и общения[11][12][13].

Важные принципы семейного образования:
- Главенство семьи в образовании ребёнка.
- Образование ребёнка определяется в первую очередь индивидуальными интересами и особенностями ребёнка.
- Сохранение интереса к знаниям, а не обучение из-под палки.
- Опора на способность ученика к самостоятельному поиску и усваиванию информации, естественную любознательность.

## Критика семейного образования
Критики семейного образования выделяют его главные слабые стороны:
— низкий уровень социализации на семейном обучении;
— как правило низкий уровень педагогической компетентности родителей.
Сторонники семейного образования активно отрицают подобную критику. Они утверждают, что социализация в школе либо невозможна, либо носит негативный характер (ребёнок адаптируется быть только в коллективе ровесников-конкурентов, и без надзора родителей часто принимает совершенно не верные модели поведения в этой среде), а помимо школы источником социализации может послужить общение с членами семьи, знакомыми и сверстниками на различных кружках, секциях, во дворе.
Уровень компетентности родителей не имеет принципиального значения при обучении дома, так как родителю не требуется преподавать одновременно 20-30 чужим детям, и обучение со временем всё больше опирается на самостоятельную работу ученика (вплоть до перехода на самообразование в старших классах), а также при необходимости на помощь онлайн-ресурсов, репетиторов и преподавателей «семейных школ», различных кружков, секций, клубов, в том числе и муниципальных дополнительного образования.
Однако, надо признать, что семейное образование подходит далеко не каждому ученику и не для каждой семьи.

## Законодательство и регуляция семейного образования в РФ
Семейное образование на территории РФ регулируется несколькими нормативными актами. В первую очередь, это федеральный закон «Об образовании в Российской Федерации» № 273-ФЗ от 29 декабря 2012 года, в котором закрепляется:
- «свобода выбора получения образования согласно склонностям и потребностям человека» (ст. 3, п. 1.7);
- возможность получения образования в форме семейного образования (ст. 17, п. 1.2);

В Российской Федерации образование может быть получено в организациях, осуществляющих образовательную деятельность; вне организаций, осуществляющих образовательную деятельность (в форме семейного образования и самообразования).— Глава 2, ст. 17, п. 1
- право обучающегося на прохождение промежуточной и государственной итоговой аттестации в организациях, осуществляющих образовательную деятельность (ст. 17, п. 3; ст. 34, п. 3);
- право родителей дать ребенку дошкольное, начальное общее, основное общее, среднее общее образование в семье; право ребенка в любой момент продолжить обучение в школе (ст. 44, п. 3.2);
- всех участников процесса создавать условия для ликвидации академической задолженности (ст. 58, п. 4), в противном случае обучающиеся продолжают получение образования в школе (ст. 58., п. 10);
- при выборе семейной формы образования родители информируют об этом орган местного самоуправления (ст. 63, п. 5);
- родители (законные представители) несовершеннолетних обучающихся имеют право на бесплатное получение методической, психолого-педагогической, диагностической и консультативной помощи (ст. 64, п. 3)[15].

| Форма образования                                      | В организации                    | В организации                    | В организации                    | Вне организации                  | Вне организации             |
| Форма обучения                                         | очная                            | очно-заочная                     | заочная                          | семейная                         | самообразование             |
| ------------------------------------------------------ | -------------------------------- | -------------------------------- | -------------------------------- | -------------------------------- | --------------------------- |
| Кто выбирает форму получения образования               | родители с учетом мнения ребенка | родители с учетом мнения ребенка | родители с учетом мнения ребенка | родители с учетом мнения ребенка | родители и ребенок          |
| Для чего ребенок зачисляется в школу                   | для обучения и аттестации        | для обучения и аттестации        | для обучения и аттестации        | для прохождения аттестации       | для прохождения аттестации  |
| Кто информирует местные органы управления образованием | школа                            | школа                            | школа                            | родители                         | родители                    |
| Кто несет ответственность за результат обучения        | школа                            | школа                            | школа                            | родители                         | ребенок                     |
| Где проходит промежуточная аттестация                  | в школе очно                     | в школе очно и дистанционно      | в школе очно и дистанционно      | в школе очно и дистанционно      | в школе очно и дистанционно |
| Где проходит государственная итоговая аттестация       | в школе очно                     | в школе очно                     | в школе очно                     | в школе очно                     | в школе очно                |

При желании родителей и ребенка можно числиться в контингенте школы, но обучаться дома — для этого подходит такая форма, как заочное обучение.
Приказ Министерства образования и науки РФ от 30 августа 2013 г. N 1015 «Об утверждении Порядка организации и осуществления образовательной деятельности по основным общеобразовательным программам — образовательным программам начального общего, основного общего и среднего общего образования», помимо некоторых вышеперечисленных положений, закрепляет за обучающимися в семейной форме право пройти экстерном промежуточную и государственную итоговую аттестацию бесплатно.
Также 15 ноября 2013 года министерство образования и науки выпустило письмо НТ-1139/08 «Об организации получения образования в семейной форме», в котором дает важные разъяснения касательно порядка перехода на семейную форму, прохождения аттестаций, прав родителей обучающихся и т.п.
Таким образом, семейное образование предполагает вывод из контингента школы на время обучения и прикрепление к школе только для прохождения промежуточных и итоговых аттестаций. При этом родители берут на себя всю ответственность за образование детей и имеют возможность отклоняться от федеральных государственных образовательных стандартов. Тем не менее промежуточная аттестация все равно рассчитана на обучавшихся по программам, соответствующим ФГОСам, как и ОГЭ и ЕГЭ.

## Известные представители
- Софья Ковалевская — математик и механик. Первая в Российской империи и Северной Европе женщина-профессор и первая в мире женщина — профессор математики. В возрасте 6 лет Ковалевская стала проявлять большие способности к математике, брала уроки у известного учителя математики А. Страннолюбского[19].
- Яна Рудковская — телеведущая, продюсер. Младшего сына Александра Яна Рудковская и ее муж Евгений Плющенко не планируют отдавать в школу, тем более что ребёнок активно занимается фигурным катанием, посвящая этому много времени[20].
- Татьяна Лазарева — телеведущая и актриса. У Лазаревой трое детей, из них двое от её мужа, актера и телеведущего Михаила Шаца. Все трое сначала учились в государственной школе, потом переходили в частную, а потому уже на семейное образование[21][22]. Лазарева критикует российские школы[23].
- Алёна Водонаева — телеведущая и певица. Стало известно, что Водонаева перевела своего сына Богдана (2010) на семейное образование в сентябре 2019 года. Актриса объясняет, что ее сын будет учиться больше, чем его сверстники, чтобы поступить в университет мечты[24].
- Елена Подкаминская — актриса театра и кино. Старшая дочь Полина учится дома, Елена Подкаминская придерживается принципов естественного родительства[25].
- Ольга Будина — актриса. Будина перевела 15-летнего сына Наума на семейное образование в 2019 году из-за недовольства качеством школьного образования, теперь же Наум занимается больше своих сверстников[26].
- Никола Зуб — актер театра и кино, Детский музыкальный театр юного актера. Окончил школу в системе семейного обучения[27].

## Вспомогательные ресурсы для семейного образования
На данный момент появляются школы, охотно участвующие в процессе подготовки и сдачи аттестаций. Появляются книги, проводятся фестивали, семинары, конференции.
Появляются центры поддержки семейного образования. Так называемые «семейные школы» готовят детей к сдаче аттестаций, обучая их по тем программам, на которые согласились родители учеников.
В то же время многие родители берут на себя полностью образование своих детей. Они активно используют не только ресурсы своей семьи — учат сами, но и пользуются услугами репетиторов и преподавателей «семейных школ», онлайн-сервисами, дополнительной литературой.
Хоумскулеры активно посещают кружки, секции, пользуются дополнительными формами образования.
В 2015 году в Москве прошёл первый фестиваль семейного образования «Весь мир наша школа».
В марте 2017 года впервые была зарегистрирована Ассоциация развития семейного образования (АРСО), которая на данный момент не функционирует, в 2020 году зарегистрирована Национальная ассоциация семейного образования (НАСО), целью которой является способствование развитию и популяризации семейного образования и поддержка детей и родителей, избравших данную форму.
Семейное образование часто используется как официальная форма получения образования при зачислении ребёнка в различные альтернативные (в том числе частные) школы. Например, в школы Монтессори, вальдорфские школы, где дети фактически обучаются, а форма обучения носит формальный характер для прохождения аттестаций.

## Терминология
Сегодня в образовательном сообществе часто возникает путаница в употреблении понятий, характеризующих обучение вне общеобразовательных учреждений и вузов. Это связано и со вступлением в силу нового закона «Об образовании в Российской Федерации», и с отсутствием международной классификации форм обучения. В англоязычных странах используется термин домашнее обучение, в Российской Федерации правильно употреблять понятие «семейное образование», в то время, как понятия «домашнее образование» и «семейное обучение» являются лишь синонимами. Часто в общении используют англоязычный аналог — «хоумскулинг». Кроме того, используется понятие «анскулинг», которое описывает полный отказ от школы, учителей, соблюдения программы, как один из частных подвидов семейного образования.